# José Luis Piñar Mañas
José Luis Piñar Mañas (* 1957 in Madrid) ist ein spanischer Rechtswissenschaftler.
Er ist Professor für öffentliches Recht an der Universität Complutense Madrid und der Georgetown University sowie ehemaliger Dekan der Fachbereiche Rechtswissenschaft der Universität Kastilien-La Mancha und der Universität San Pablo CEU Madrid.
Von 2002 bis 2007 war José Luis Piñar Mañas Direktor der spanischen Datenschutzbehörde Agencia Española de Protección de Datos und stellvertretender Vorsitzender der Artikel-29-Datenschutzgruppe.
Seit 2014 gehört er einem ohne Entlohnung tätigen, achtköpfigen Beirat mit externen Experten aus europäischen Ländern an, den Google Inc. zur Umsetzung des EuGH-Urteils vom 13. Mai 2014 zum Recht auf Vergessenwerden gründete und den Suchmaschinenbetreiber bei der Erarbeitung eines Lösch-Leitfadens beraten soll.